# Георг I (Велденц)
Георг I фон Велденц (на немски: Georg I von Veldenz; * 1298; † 1347) е граф на Велденц и кралски фогт в Шпайергау.
Той е син на Хайнрих I фон Геролдсек, граф на Велденц (ок. 1252 – 1298), и втората му съпруга Агнес фон Велденц (1258 – 1277), наследничка, дъщеря на Герлах V фон Велденц († 1260) и Елизабет фон Цвайбрюкен. Майка му е роднина на епископ Конрад II фон Фрайзинг
След измирането на графовете на Велденц през 1259 г. по мъжка линия баща му се нарича граф на Велденц. Брат му Валрам фон Велденц († 1336) е от 1328 г. епископ на Шпайер.
Георг I поема управлението на графство Велденц след смъртта на баща му през 1298 г. Той престроява дворец Велденц  и през 1315 г. получава от крал Лудвиг IV разрешението да укрепи своето село Майзенхайм и да даде градски права на Опенхайм. Най-късно от 1309 г. до най-рано 1315 г. Георг е фогт в Шпайергау и резидира в Гермерсхайм.

## Фамилия
Георг I се жени пр. 26 май 1301 г. за Агнес фон Лайнинген († 7 август 1346), дъщеря на граф Фридрих IV фон Лайнинген, неговият предшественик като фогт в Шпайергау и внучка на граф Фридрих III. Братът на съпругата му Емих фон Лайнинген е епископ на Шпайер от 1314 до 1328 г. Те имат децата:
- Фридрих I († 10 април 1327), граф на Велденц-Лихтенберг, женен 1314 за Бланшфлор фон Спонхайм-Щаркенбург († 1358), дъщеря на граф Йохан II фон Спонхайм-Щаркенбург († 1324)
- Хайнрих II (* ок. 1252), женен на 15 януари 1330 г. за Агнес фон Спонхайм († сл. 1367), дъщеря на граф Симон II фон Спонхайм-Кройцнах († 1337)